# Hängslen

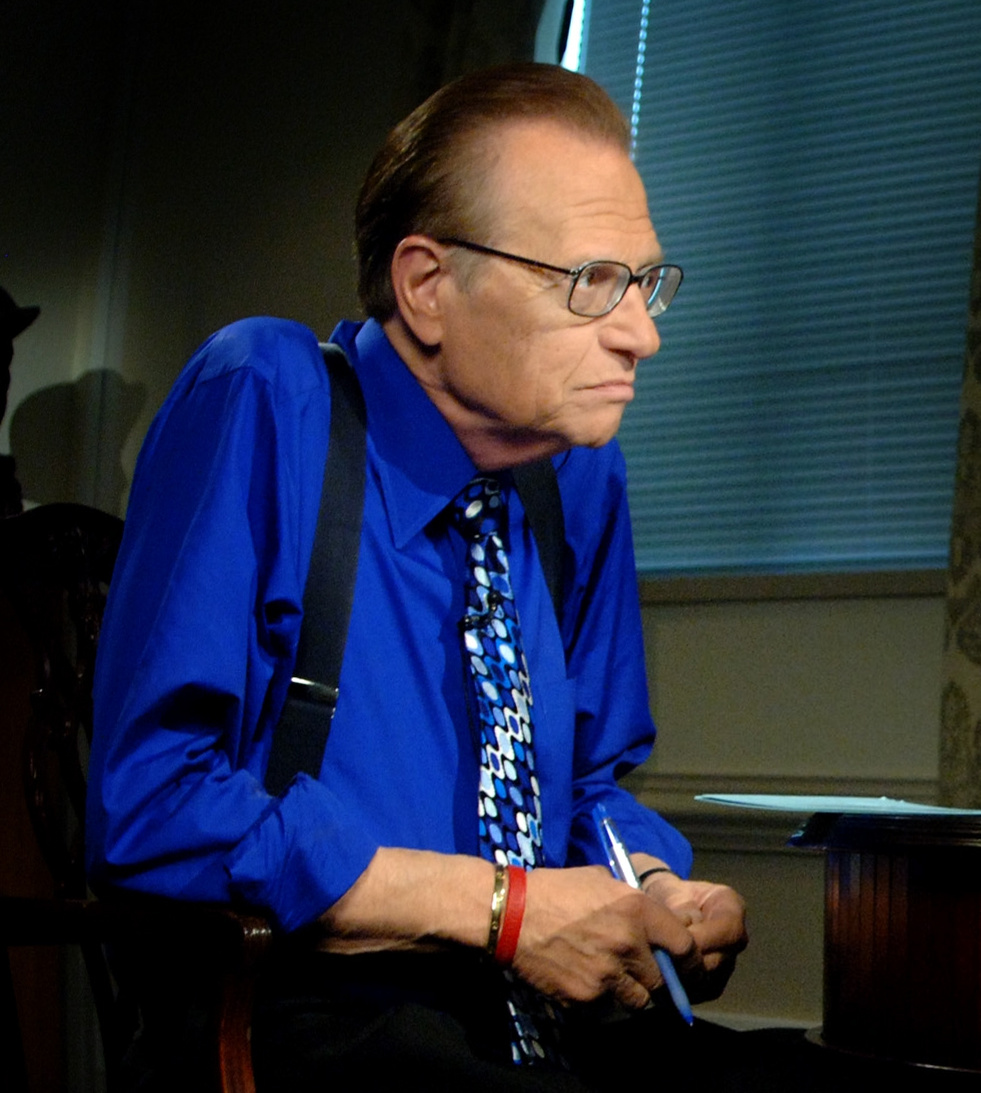
Larry King bär hängslen.

Hängslen är ett slags plagg som används för att hålla upp exempelvis ett par byxor, en kjol eller annat plagg. Hängslen har ibland främst dekorativt syfte.
I vissa fall är hängslena en del av ett annat plagg och man talar då om till exempel hängselbyxor, hängselkjol eller hängselklänning.
Varianter av hängslen har använts av människor ända sedan 400-500 f. Kr. De moderna hängslena uppfanns av Albert Thurston år 1820 och blev omedelbart en succé då de passade väldigt bra till dåtidens högskurna byxor. Hängslena användes även för att hålla uppe ens underkläder eftersom de moderna underkläderna med resår i midjan inte uppfanns förrän 1930-talet.[källa behövs]
Hängslen kan även ingå som dekorativa tillägg hos alternativa subkulturer, såsom syntare och skinnskallar.
Uttrycket "att ha både hängslen och livrem" betyder att man tagit till mycket eller överdrivet stora säkerhetsåtgärder så att inget ska kunna gå fel. Tidigare svenske finansministern Gunnar Sträng sägs ha använt båda.
Ordet "hängslen" finns belagt i svenska språket sedan 1675.